# Organização dos Trabalhadores de Moçambique
A Organização dos Trabalhadores de Moçambique (OTM) tem estatuto de entidade central de todas as instituições sindicais existentes em Moçambique, ostentando o título de OTM - Central Sindical. É a organização sindical mais antiga, a mais abrangente e, por isso, a reconhecida pelo Estado moçambicano para negociações relativas às atividades laborais (como é o caso da questão do salário mínimo), embora outras organizações sindicais tenham algum reconhecimento por parte do Estado.